# Galenara lallata
Galenara lallata är en fjärilsart som beskrevs av George Duryea Hulst 1898. Galenara lallata ingår i släktet Galenara och familjen mätare. Inga underarter finns listade i Catalogue of Life.